# Чорба (ТВ серија)
Чорба (енгл. Chowder) америчка је телевизијска серија.
Серија говори о амбицијозна младом кувару Чорби и његовим авантурама у компанији Мунг Дала.

## Ликови
| Име Лика  |
| --------- |
| Чорба:    |
| Мунг Дал: |
| Шнитзел:  |
| Труфлес:  |
| Гаспачо:  |
| Панини:   |

- Чорба је 10-годишња љубичаста мачка и главни лик ове серије. Дани су му испуњени обиљем посла у кухињи, где учи како се најнеобичнији састојци комбинују у најчудеснија јела. Док сецка и меша, у кухињи увек направи хаос. Живи са својим учитељем кувања Мунг Далом и његовом женом Труфлес. Увек је гладан и појешће било шта[1].
- Мунг Дал је кувар који води компанију у којој Чорба ради. Његова тачна старост није наведена, али помиње како кува више од 386 година и прославио је 450 година брака са Труфлес. Он је неодређена врста животиње, светлоплаве боје. Добио је име по индиском јелу[2].
- Шнитзел је чудовиште и професионални кувар који ради за Мунг Дала. У скоро свим епизодама говори неразумљиве речи[3].